# Martu wangka
Le martu wangka est une langue aborigène de la famille pama-nyungan, parlée dans l'Ouest de l'Australie, à Jigalong.
Le terme martu wangka [maʈu waŋka] signifie « parler aborigène ».
En 2016, 727 personnes déclarent parler le martu wangka à la maison.

## Phonologie
Les tableaux présentent la phonologie du manyjilyjara, un des dialectes du martu wangka.

### Voyelles
|        | antérieure    | postérieure   |
| ------ | ------------- | ------------- |
| fermée | i [i] ii [iː] | u [u] uu [uː] |
| basse  | a [a] aa [aː] | a [a] aa [aː] |

### Consonnes
|              |              | Bilabiales | Alvéol. | Rétrofl. | Dorsales | Dorsales |
| ------------ | ------------ | ---------- | ------- | -------- | -------- | -------- |
| Palatales    | Vélaires     | Bilabiales | Alvéol. | Rétrofl. |          |          |
| Occlusives   | Occlusives   | p [p]      | t [t]   | rt [ʈ ]  |          | k [k]    |
| Affriquée    | Affriquée    |            |         |          | c [c]    |          |
| Nasale       | Nasale       | m [m]      | n [n]   | rn [ɳ]   | ny [ ɲ]  | ng [ŋ]   |
| liquide      | liquide      |            | l [l]   | rl [ɭ ]  | ly [ʎ]   |          |
| roulée       | roulée       |            | rr [r]  | r [ɽ]    |          |          |
| Semi-voyelle | Semi-voyelle | w [w]      |         |          |          | y [ j]   |

## Sources
- (en), James Marsh, 1969, Mantjiltjara Phonology, Oceanic Linguistics, VIII:2, p. 131-152.